# ادموند کافین
ادموند کافین (انگلیسی: Edmund Coffin؛ زادهٔ ۹ مه ۱۹۵۵) سوارکار اهل ایالات متحده آمریکا بود.
وی در مسابقات کشوری و بین‌المللی در مجموع برندهٔ ۴ مدال طلا، ۱ مدال برنز شده‌است.